# Musée maritime de Los Angeles
Le Musée maritime de Los Angeles (Los Angeles Maritime Museum) a ouvert en 1980 sur le canal principal du port de Los Angeles, dans le quartier San Pedro.
Il se situe dans l'ancien terminal du ferry municipal de Los Angeles, construit en 1941 est inscrit depuis 1996 au Registre national des lieux historiques. Le ferry avait cessé son activité dès l'ouverture du Vincent Thomas Bridge en 1963.

## Expositions
- Grand hall :
  - l'histoire de la plongée autonome dans le port de Los Angeles
  - l'histoire de la pêche commerciale et des conserveries de Terminal Island.
  - l'histoire du croiseur américain USS Los Angeles (CA-135)[1].
- À l'étage :
  - Une collection de maquettes retraçant l'histoire de la marine marchande à voile et une exposition sur les opérateurs de radioamateur.
- À quai :
  - le remorqueur Angels Gate, construit en 1944 et ayant fait partie de la flotte des remorqueurs de la Seconde Guerre mondiale sous l'immatriculation ST-695.
  - les bateaux de pêche Domani et Bornagain.
  - le yacht de course Ocean Waif, des années 1920…

On y voit aussi la goélette Swift of Ipswich, voilier de l'Institut Maritime de Los Angeles, filiale éducative du musée.

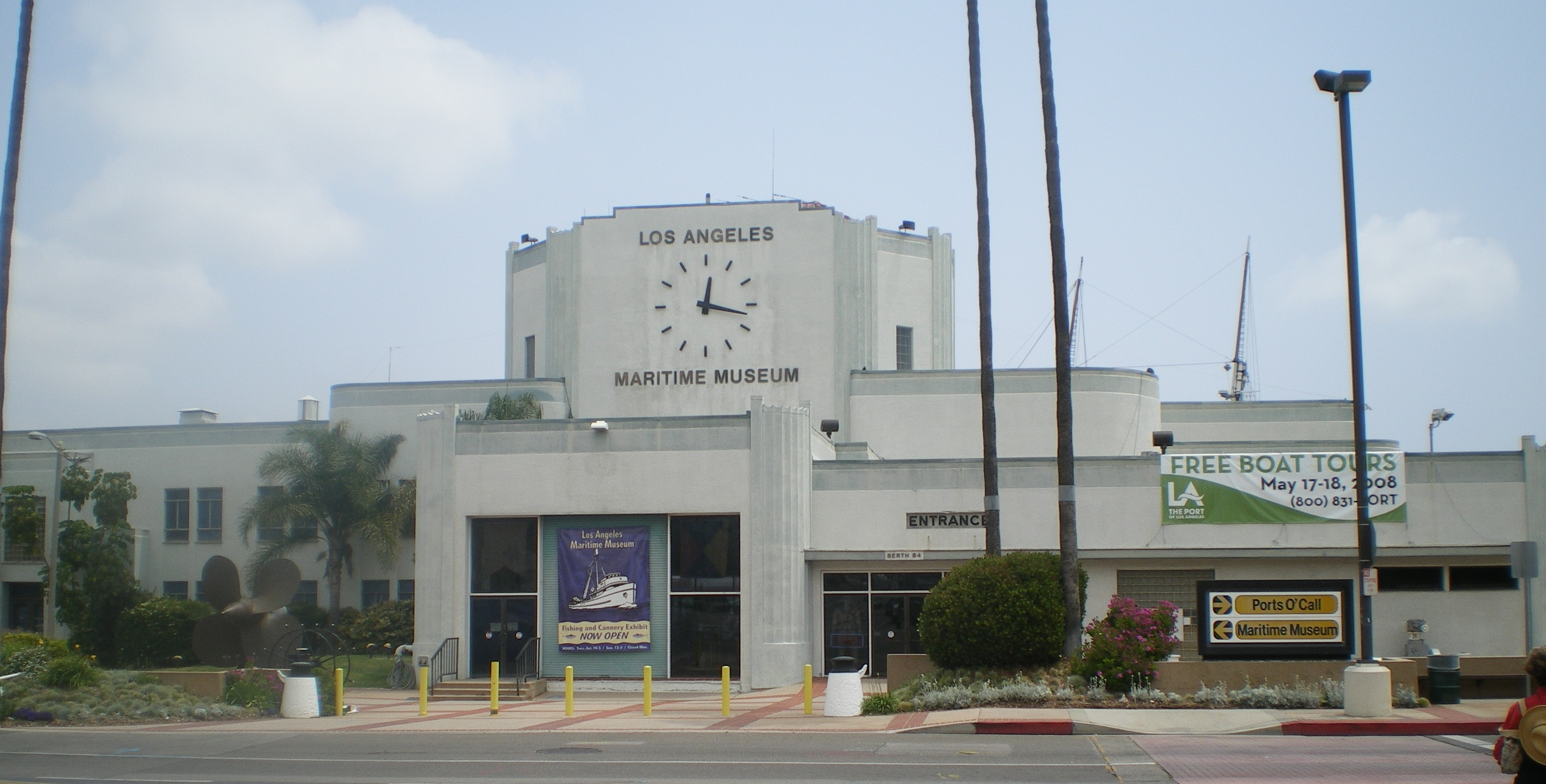
Musée maritime

## À proximité
On trouve aussi, proche du Musée, le bateau-pompe Ralph J. Scott répertorié au National Historic Landmark.